# Pomnik poległych żołnierzy w Sławnie

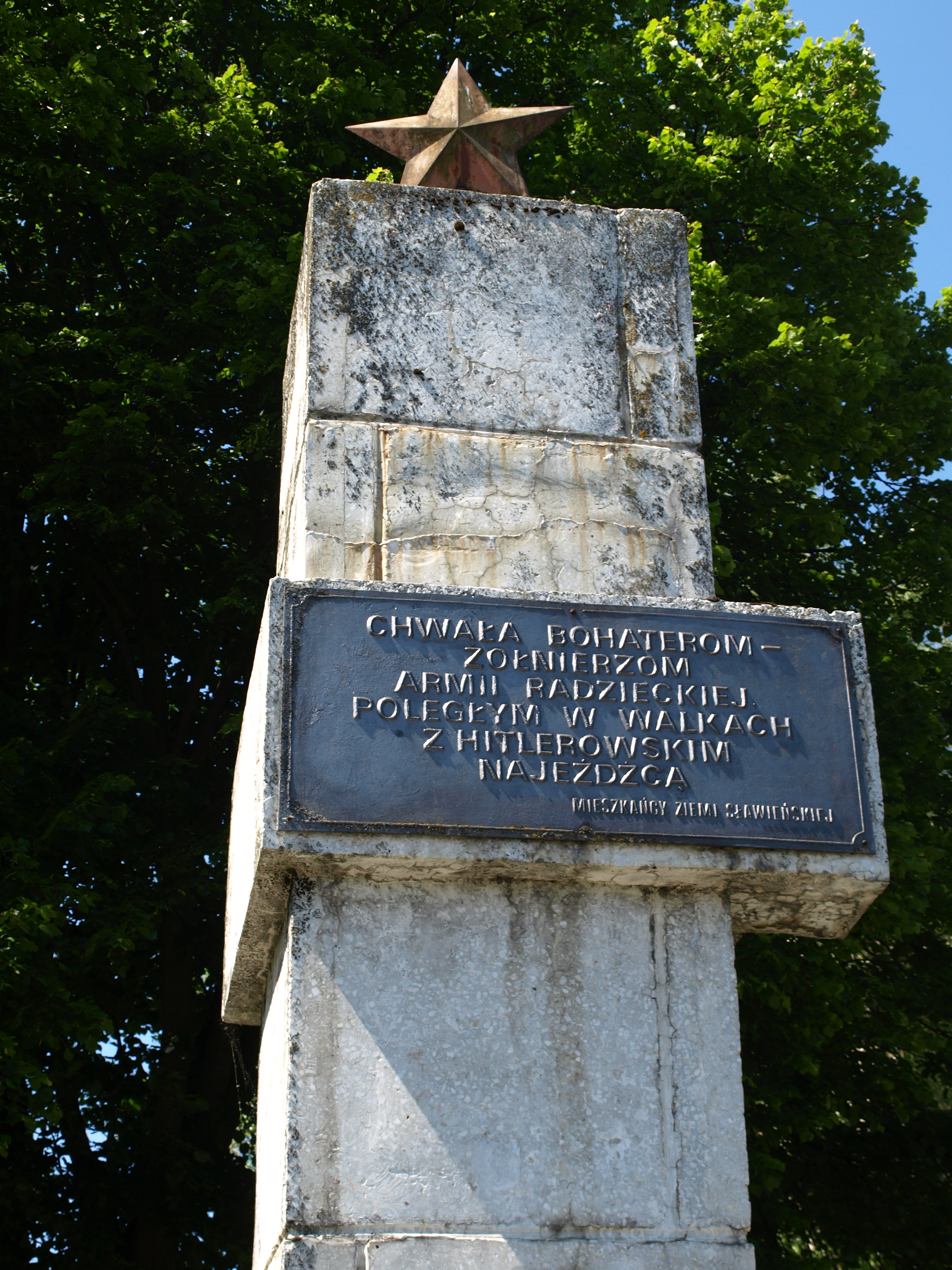
Tablica z pomnika

Pomnik poległych żołnierzy w Sławnie (właściwie Pomnik Wdzięczności Armii Radzieckiej) – nieistniejący pomnik znajdujący się przy ulicy Koszalińskiej w Sławnie, w powiecie sławieńskim, w województwie zachodniopomorskim.
Pomnik wzniesiono pierwotnie w 1953 roku, w formie obelisku o wysokości ok. 3 metrów zwieńczonego na szczycie gwiazdą pięciopromienną, dla upamiętnienia 18 żołnierzy radzieckich poległych w walkach na terenie Sławna w 1945 roku. Żołnierze początkowo pochowani byli w miejscu późniejszego usytuowania pomnika, a sam pomnik powstał dla uczczenia pamięci poległych po ekshumacji ich prochów na cmentarz komunalny w Sławnie i Słupsku. Ekshumacje miały miejsce w okresie października i listopada 1952 roku. Pomnik został przebudowany w latach 70. XX wieku, poprzez zamieszczenie tablicy z inskrypcją:

Chwała Bohaterom – Żołnierzom Armii Radzieckiej, Poległym W Walkach Z Hitlerowskim Najeźdźcą Mieszkańcy Ziemi Sławieńskiej.

Po przemianach demokratycznych w Polsce, pomnik kilkakrotnie padał ofiarą wandali, którzy między innymi oblali go czerwoną farbą. W styczniu 2015 roku pomnik został natomiast uszkodzony prawdopodobnie podczas wichury w wyniku której wiatr zerwał gwiazdę wieńczącą obelisk. Ostatecznie pomnik rozebrano 16 kwietnia 2016 w związku z przebudową ul. Koszalińskiej, zaś tablicę z pomnika przeniesiono na część wojskową cmentarza komunalnego w Sławnie.